# HMS Holland 1
HMS Holland 1 – brytyjski okręt podwodny typu Holland, który uznawany jest za pierwszy okręt podwodny Royal Navy. Zatonął w 1913 roku w drodze do stoczni złomowej. Po wydobyciu w 1982 roku został zakonserwowany i obecnie prezentowany jest w Royal Navy Submarine Museum w Gosport.

## Projekt i budowa
Admiralicja brytyjska do początków XX wieku nie uważała okrętów podwodnych za skuteczny rodzaj uzbrojenia. Dopiero powstanie pierwszych udanych konstrukcji tego typu we Francji i Stanach Zjednoczonych doprowadziło do zamówienia pierwszych okrętów podwodnych dla Royal Navy. Ponieważ żadna z brytyjskich stoczni nie miała doświadczenia w budowie jednostek tego typu, zdecydowano się na zakup licencji na budowę okrętów typu Holland od Electric Boat Company, która wykupiła prawa do ich budowy od swojego założyciela – Johna Hollanda.
W listopadzie 1900 roku podjęto decyzję o budowie w brytyjskich stoczniach pięciu okrętów tego typu. Kontrakt ze stocznią Vickers został podpisany w grudniu 1900 roku. Budowa pierwszej jednostki rozpoczęła się 19 lutego 1901 roku w Barrow-in-Furness. Nazwa hali, w której budowano okręt, w celu zachowania tajemnicy została opisana jako miejsce budowy jachtów. Części okrętu powstające w ogólnodostępnej części stoczni, także w celu zapewnienia tajemnicy, nosiły oznaczenie "pontoon no 1". Wodowanie nastąpiło 2 października 1901 roku, wejście do służby 2 lutego 1903 roku.

## Służba
Ponieważ HMS „Holland 1” był pierwszym okrętem tego typu, jego próby morskie i testy trwały dłużej od innych okrętów z tej serii. W konsekwencji okręt wszedł do służby jako drugi po HMS „Holland 2”.
W październiku 1904 roku na Morzu Północnym rosyjskie okręty Drugiej Eskadry Pacyfiku ostrzelały pomyłkowo grupę brytyjskich kutrów rybackich łowiących ryby w rejonie Dogger Bank. W odpowiedzi na to zdarzenie z bazy w Portsmouth wyszła grupa okrętów podwodnych, wśród których był HMS „Holland 1”, który miał zaatakować rosyjskie okręty. Ostatecznie brytyjskie okręty odwołano do bazy przed planowanym atakiem.
Okręt został wycofany ze służby w 1913 roku i sprzedany na złom. Zatonął podczas holowania do stoczni złomowej. Został wydobyty z dna w 1982 roku, zakonserwowany i wystawiony jako eksponat w Royal Navy Submarine Museum w Gosport .